# Dammstücker
Die Dammstücker sind ein am 23. Dezember 1993 vom Regierungspräsidium Karlsruhe durch Verordnung ausgewiesenes Natur- und Landschaftsschutzgebiet auf dem Gebiet der Gemeinde Nußloch im Rhein-Neckar-Kreis.

## Lage
Das 29,5 Hektar große Naturschutzgebiet Dammstücker besteht aus drei Teilgebieten, die durch das gleichnamige, ca. 14 Hektar große, dienende Landschaftsschutzgebiet verbunden sind. Das Gebiet liegt zentral zwischen den Ortschaften Wiesloch, Nußloch und Walldorf und gehört zum Naturraum Hardtebenen.

## Schutzzweck
Wesentlicher Schutzzweck des Naturschutzgebiets ist laut Verordnung „die Erhaltung und Förderung von Sekundärbiotopen als Lebensraum heimischer Pflanzen und Tiere [und] umfangreichen Feldgehölzen und extensiv genutzten Wiesen als Lebensraum von Pflanzen und Tieren.“
Wesentlicher Schutzzweck des Landschaftsschutzgebiets ist laut Verordnung „die Erhaltung und Förderung eines Puffers zu dem Naturschutzgebiet [und] von Vernetzungselementen insbesondere von Grünland zwischen den Teilen des Naturschutzgebietes.“

## Landschaftscharakter
Das Gebiet liegt in einem ehemaligen Ton- und Kiesabbaugebiet. Durch die Rohstoffgewinnung sind zahlreiche Sekundärbiotope, wie Kleingewässer und offene Kies- und Tonflächen entstanden, die sich in unterschiedlichen Stadien der Sukzession befinden. Teilweise haben sich ausgedehnte Gehölzbestände entwickelt, die von offenen und teilweise weitgehend vegetationsfreien Bereichen unterbrochen werden.

## Zusammenhängende Schutzgebiete
Im Westen grenzt das Gebiet, nur getrennt durch einen Wirtschaftsweg, an das Naturschutzgebiet Nußlocher Wiesen.